# Diplazium okudairaioides
Diplazium okudairaioides är en majbräkenväxtart som beskrevs av Satoru Kurata.
Diplazium okudairaioides ingår i släktet Diplazium och familjen Athyriaceae. Inga underarter finns listade i Catalogue of Life.